# SARS-CoV

Il SARS-CoV o SARS-CoV-1 (dall'inglese Severe Acute Respiratory Syndrome Coronavirus 1, “Coronavirus da sindrome respiratoria acuta grave”), è un ceppo virale della specie Betacoronavirus pandemicum, all'origine dell'epidemia di SARS del 2003.  

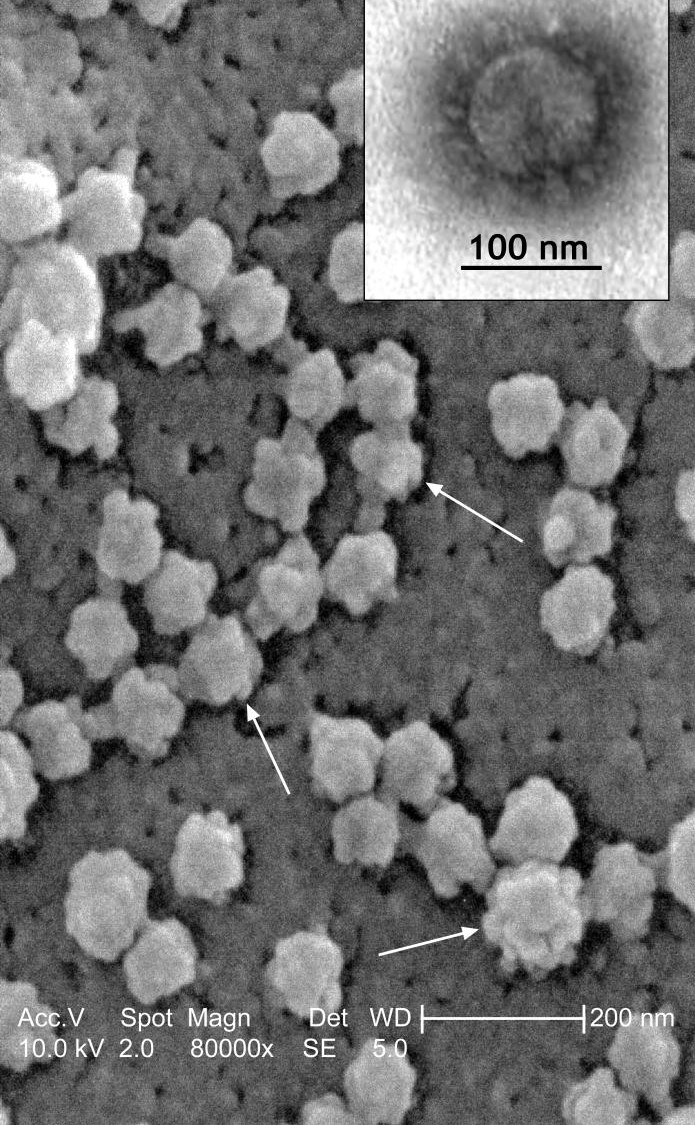
Virioni di SARS-CoV-1 visti al microscopio elettronico a scansione

Il SARS-CoV-1 fa parte dei virus a RNA monocatenari di polarità positiva (gruppo IV della classificazione di Baltimore), appartenente al genere dei Betacoronavirus, sottogenere Sarbecovirus.

## Filogenesi
Esistono centinaia di altri ceppi correlati al SARS-CoV-1, tutti noti solo per infettare specie non umane: i pipistrelli sono il principale serbatoio di molti ceppi di coronavirus correlati alla SARS e sono stati identificati numerosi ceppi nelle civette delle palme, che sono state probabilmente gli antenati del SARS-CoV-1.
Verso la fine del 2019 una nuova malattia (COVID-19) si è manifestata con una pandemia causata da un coronavirus che ha dimostrato avere molte similitudini con l'epidemia di SARS, e l'agente virale è stato riconosciuto come un nuovo ceppo, SARS-CoV-2.

## Storia ed epidemiologia
La malattia fu identificata e classificata per la prima volta a Hanoi dal medico italiano Carlo Urbani che ne restò vittima il 29 marzo 2003. I primi casi si verificarono nella provincia cinese del Guangdong nel novembre 2002.  
Il virus fu inavvertitamente trasportato da un medico cinese a Hong Kong (1755 casi), da qui la malattia si diffuse a fine 2002 in Vietnam (62 casi) e quindi, all'inizio del 2003, in Canada (Toronto, 251 casi), Singapore
(235 casi) e altri Paesi del mondo, causando un'emergenza che mise in allarme l'OMS e tutti i sistemi sanitari. A giugno del 2003 erano stati segnalati oltre 8460 casi con più di 800 decessi e con un letalità che si assesta attorno al 10%. L'ultimo caso di SARS fu segnalato a luglio del 2003.
La prevalente trasmissione della malattia avviene per via aerea attraverso le goccioline (droplets) ma non è esclusa la trasmissione oro-fecale, quella per contatto o attraverso oggetti contaminati. Non sono ancora del tutto spiegate le modalità con le quali la malattia si diffuse nel residence Amoy Garden di Hong Kong in cui si. verificarono oltre 200 casi su 15 000 residenti. La contagiosità si verifica soprattutto nella fase avanzata della malattia e i casi segnalati si sono manifestati in ambito al-berghiero, familiare, ospedaliero, con gli operatori sanitari che si sono rivelati particolarmente esposti al rischio.
Nonostante la pericolosità, la malattia richiedeva per la trasmissione contatti stretti ed è stata fortunatamente definita a «contagiosità moderata». Allo stato attuale non si conoscono serbatoi o portatori del virus patogeno umano, né si sa se esso potrà ripresentarsi in futuro.